# セブンカード・スタッド
セブンカード・スタッド（英: 7-card stud）とは、スタッド・ポーカー（手札の一部を公開して行うポーカー）の一種。

## ルール概要
- 以下の各々のラウンドでベットが行われ、フォールドしたプレイヤーにはカードは配られない。

1. ディーラーは各プレイヤーに、裏向きで2枚、表向きで1枚ずつカードを配る。サード・ストリート[1]という。
2. 表向きで1枚配る。フォース・ストリート[2]という。
3. 表向きで1枚配る。フィフス・ストリート[3]という。
4. 表向きで1枚配る。シックス・ストリート[4]、またはターン[5]という。
5. 裏向きで1枚配る。セブンス・ストリート[6]、またはリバー[7]という。
6. 残った人が手札の役を公開する（ショーダウン）。

フォールドしなかったプレイヤーに配られた7枚のカードから5枚を選び、ポーカーの役を作る。この役の強弱で勝者が決定する。

## 詳細ルール
- 最初に参加料としてアンティを払う。
- 賭け始める順番は、最初のベットラウンドでは、公開されている札の役が一番弱いプレイヤーから時計回りにはじめる。このときに、同じカードのランクのときは、スートを比較する。スートで強弱は、弱い順から、クラブ、ダイヤ、ハート、スペードである。一番弱いカードを公開しているプレイヤーが、初期ベット「ブリング・イン」か「コンプリート」を選択する。
- 2回目以降のベットラウンドでは、逆に、公開されている札の役が一番強い人からはじめる。強さが同じになった場合は、時計回りに、ディーラーの近いプレイヤーから始める。
- 途中でカードの枚数が足りなくなる場合は、各プレイヤーに1枚ずつ配らずに、全員に共通のカードとして中央に1枚オープンしそれを使う。

## その他
テキサス・ホールデムが広まる1970年代までは世界中で最もよく行われるポーカーの一つだった。現在でもアメリカ合衆国において、ホームゲームやアメリカ東部のカジノではよく遊ばれている。
セブンカード・スタッドでも、ハイローポーカーがプレイされるため、ローポーカーを含まないものはセブンカード・スタッド・ハイ、ハイローポーカーの場合はセブンカード・スタッド・ハイローと示される。
ローポーカー（A-5）のみのセブンカード・スタッドをラズと呼ぶ。